# Вивье-ле-Лавор
Вивье́-ле-Лаво́р (фр. Viviers-lès-Lavaur, окс. Vivièrs de la Vaur) — коммуна во Франции, находится в регионе Юг — Пиренеи. Департамент — Тарн. Входит в состав кантона Лавор-Кокань. Округ коммуны — Кастр.
Код INSEE коммуны — 81324.

## География

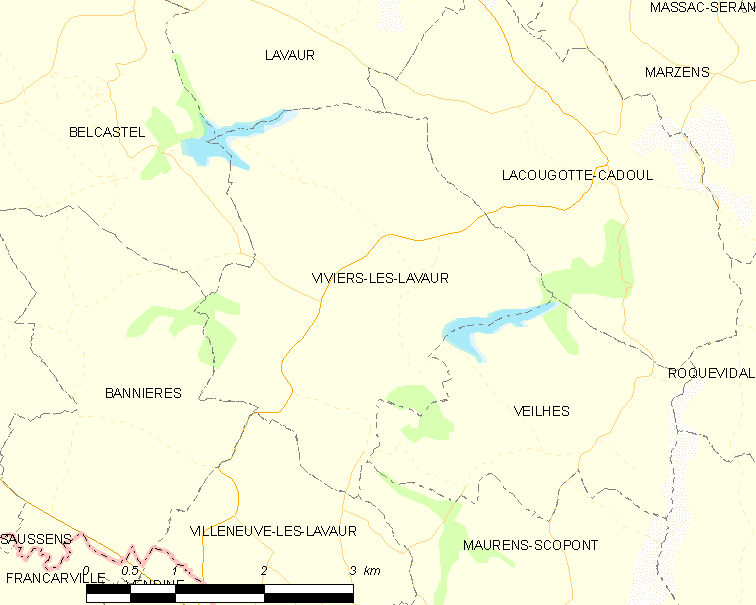
Карта коммуны

Коммуна расположена приблизительно в 590 км к югу от Парижа, в 29 км восточнее Тулузы, в 45 км к юго-западу от Альби.

## Климат
Климат умеренно-океанический. Зима мягкая и дождливая, лето жаркое с частыми грозами. Ветры довольно редки.

## Население
Население коммуны на 2010 год составляло 201 человек.
| 1962 | 1968 | 1975 | 1982 | 1990 | 1999 | 2010 |
| ---- | ---- | ---- | ---- | ---- | ---- | ---- |
| 210  | 147  | 132  | 140  | 156  | 159  | 201  |

## Экономика
В 2007 году среди 117 человек в трудоспособном возрасте (15—64 лет) 101 были экономически активными, 16 — неактивными (показатель активности — 86,3 %, в 1999 году было 76,2 %). Из 101 активных работали 89 человек (44 мужчины и 45 женщин), безработных было 12 (9 мужчин и 3 женщины). Среди 16 неактивных 4 человека были учениками или студентами, 3 — пенсионерами, 9 были неактивными по другим причинам.